# Michael Jürgs

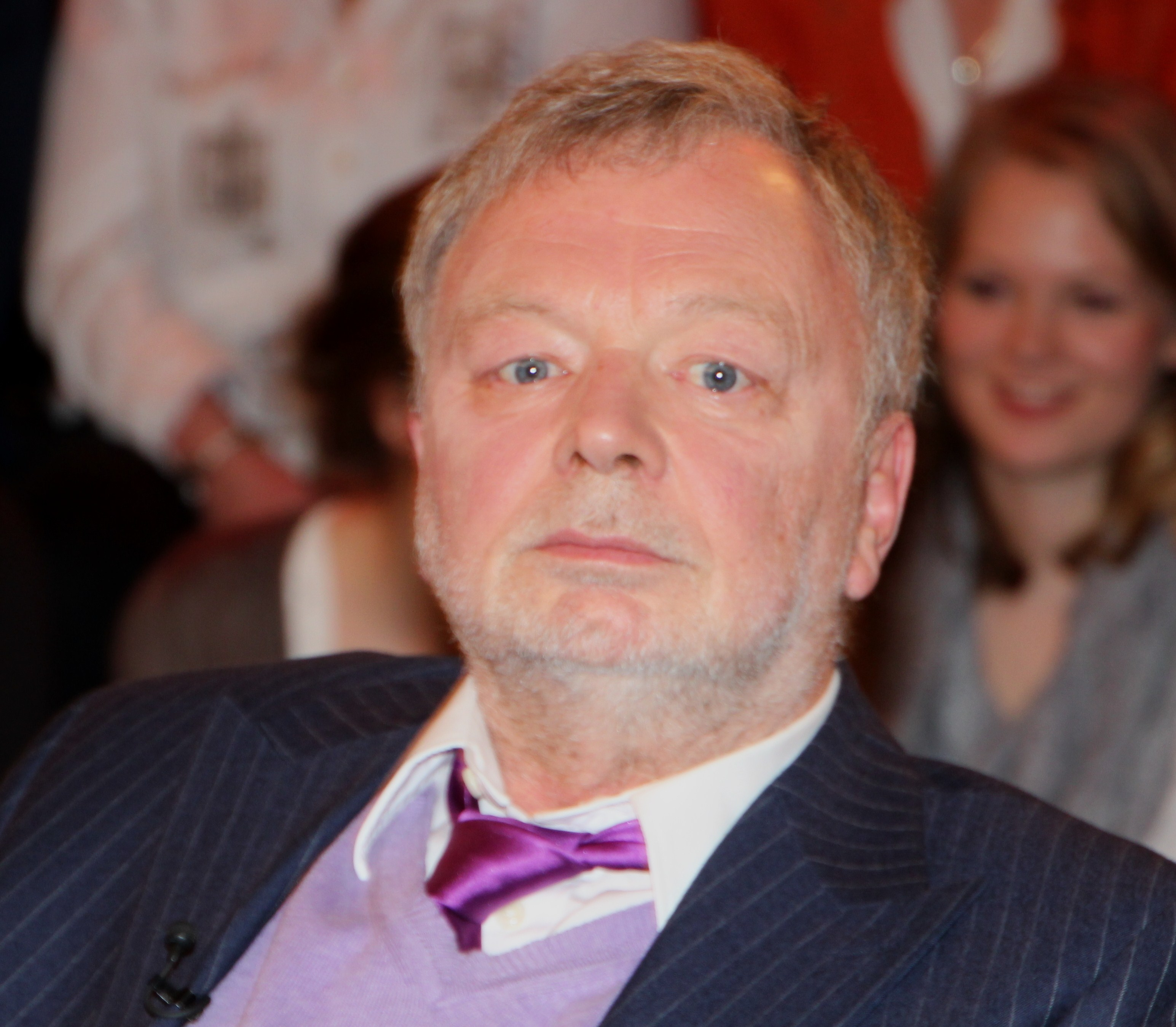
Michael Jürgs, 2011

Michael Jürgs (* 4. Mai 1945 in Ellwangen; † 4. Juli 2019 in Hamburg) war ein deutscher Journalist und Buchautor.

## Leben
Jürgs studierte Politikwissenschaft, Geschichte und Germanistik in München, brach das Studium jedoch ab und volontierte stattdessen bei der Münchner Abendzeitung, für die er schon während seines Studiums geschrieben hatte. Mit 23 Jahren wurde er Chef des Feuilletons.
1973 wechselte Jürgs in die Entwicklungsabteilung von Gruner und Jahr. 1976 wurde er Ressortleiter Unterhaltung beim Stern und 1986 neben Heiner Bremer dessen Chefredakteur. 1990 wurde er von Gerd Schulte-Hillen aus Verärgerung über die Titel-Schlagzeile „Sollen die Zonis bleiben, wo sie sind?“ entlassen.
Von 1992 bis 1994 war er Chefredakteur bei Tempo. Er moderierte auch die NDR Talk Show. Es folgten weitere Sachbücher und Biografien. Der Fall Romy Schneider wurde zum Bestseller; sein Buch über Axel Springer wurde mit Heiner Lauterbach verfilmt; das Thema seines Buches über den „Weihnachtsfrieden“ an der Westfront 1914, einen inoffiziellen Waffenstillstand zwischen Deutschen, Franzosen und Briten, wurde mit Benno Fürmann und Daniel Brühl unter dem Titel Merry Christmas verfilmt.
Nachdem am 6. Dezember 1992 über 400 000 Menschen an der Münchner Lichterkette gegen Fremdenfeindlichkeit teilgenommen hatten, wurde auf Initiative von Jürgs innerhalb einer Woche eine als Alsterleuchten bezeichnete Lichterkette rund um Außen- und Binnenalster organisiert, an der am 13. Dezember 1993 mindestens 300 000 Menschen teilnahmen.
Jürgs war Koautor vieler TV-Dokumentationen und schrieb für mehrere Zeitungen. 2004 veröffentlichte er eine Biografie über Günter Grass, in der er auch auf dessen Militärdienst in den letzten Monaten des Zweiten Weltkriegs als 17-jähriger Flakhelfer und Soldat einging. Grass hatte ihm hierbei verschwiegen, dass er Mitglied der Waffen-SS war. Nachdem Grass seinen Dienst bei der Waffen-SS selbst offengelegt hatte, erklärte Jürgs dem Tagesspiegel, das sei „das Ende einer moralischen Instanz“ und er sei persönlich von Günter Grass enttäuscht. In einer im Oktober 2007 herausgegebenen aktualisierten Fassung behauptete Jürgs, der Schriftsteller habe sich freiwillig zur Waffen-SS gemeldet. Hiergegen ging Grass gerichtlich vor und ließ diese Behauptung als „abenteuerlich“ zurückweisen. Über die beim Landgericht Berlin gegen die Verlagsgruppe Random House, zu der der herausgebende Goldmann Verlag gehört, eingereichte Unterlassungsklage wurde nicht entschieden, da sich Grass und Random House auf einen Vergleich einigten.
Im Oktober 2012 erschien die von ihm geschriebene Biografie über Nancy Wake (1912–2011). Sie trägt den Titel Codename Hélène: Churchills Geheimagentin Nancy Wake und ihr Kampf gegen die Gestapo in Frankreich.
Michael Jürgs lebte in Hamburg. Im Juli 2018 machte er öffentlich, dass er an Krebs erkrankt sei. Er erlag in der Nacht zum 5. Juli 2019 im Alter von 74 Jahren seiner Erkrankung an Bauchspeicheldrüsenkrebs. Er hinterließ seine Ehefrau, mit der er fast 50 Jahre verheiratet war, und einen Sohn.

## Ehrungen
- 2019: Theodor-Wolff-Preis für sein Lebenswerk

## Bibliografie (Auswahl)
- Die Treuhändler. Wie Helden und Halunken die DDR verkauften. Droemer Knaur, München 1998, ISBN 3-426-77253-1.
- Das Kleopatra-Komplott. List, München 1998, ISBN 3-471-79376-3.
- Alzheimer. List, Tübingen 1999, ISBN 3-612-65110-2.
- Gern hab ich die Frau’n geküßt. Die Richard-Tauber-Biografie. List, München 2000, ISBN 3-471-79429-8.
- Der Verleger – Der Fall Axel Springer. List, Tübingen 2001, ISBN 3-548-60188-X.
- Bürger Grass: Biografie eines deutschen Dichters. Goldmann, München 2004, ISBN 3-442-15291-7.
- Der kleine Frieden im Großen Krieg: Westfront 1914: als Deutsche, Franzosen und Briten gemeinsam Weihnachten feierten. Goldmann, München 2005, ISBN 3-442-15303-4.
- Der Tag danach – Wenn das Leben über Nacht nicht mehr ist, wie es gestern noch war. Goldmann, München 2006, ISBN 3-442-15419-7.
- Eine berührbare Frau. Das atemlose Leben der Künstlerin Eva Hesse. Bertelsmann, München 2007, ISBN 978-3-570-00929-1.
- Günter Grass. Eine deutsche Biografie. Goldmann TB, München 2007, ISBN 978-3-442-15495-1.
- Der Fall Romy Schneider. Eine Biographie. Ullstein, München 2008, ISBN 978-3-548-37217-4.
- Wie geht’s, Deutschland? Populisten. Profiteure. Patrioten. Eine Bilanz der Einheit. Bertelsmann, München 2008, ISBN 978-3-570-00998-7.
- Seichtgebiete. Warum wir hemmungslos verblöden. Bertelsmann, München 2009, ISBN 978-3-570-10009-7.
- BKA, Europol, Scotland Yard : die Jäger des Bösen, Bertelsmann, München 2011, ISBN 978-3-570-10008-0.
- Codename Hélène: Churchills Geheimagentin Nancy Wake und ihr Kampf gegen die Gestapo in Frankreich. Bertelsmann, München 2012, ISBN 978-3-570-10142-1.
- Sklavenmarkt Europa: Das Milliardengeschäft mit der Ware Mensch. Bertelsmann, München 2014, ISBN 978-3-570-10187-2.
- Wer wir waren, wer wir sind. Wie Deutsche ihre Geschichte erleben. Bertelsmann, München 2015, ISBN 978-3-570-10251-0.
- Gestern waren wir doch noch jung. Eine Liebeserklärung an aufregende Zeiten. Bertelsmann, München 2017, ISBN 978-3-570-10296-1.
- Post mortem: Was ich nach meinem Tod erlebte und wen ich im Jenseits traf. Bertelsmann, München 2019, ISBN 978-3-570-10411-8.